# Rohinton Mistry
Rohinton Mistry, né le 3 juillet 1952 à Bombay, est un écrivain canadien d'origine indienne. De religion zoroastre, appartenant à la minorité parsie, il est lauréat du Neustadt International Prize for Literature (2012).

## Biographie
Né en Inde, Mistry immigre au Canada en 1975. Tout en poursuivant ses études à l'Université de Toronto, il compose des nouvelles et remporte ses premiers prix littéraires (Hart House et le Contributor's Prize 1985 du Canadian Fiction Magazine).
Deux ans plus tard, Penguin Books Canada publie son recueil de nouvelles Tales from Firozsha Baag.
À la parution de son premier roman, Un si long voyage, en 1991, il remporte le Prix littéraire du Gouverneur général, le Commonwealth Writers Prize du meilleur livre, et le prix W.H. Smith du premier meilleur roman canadien. Le roman était aussi parmi les sélectionnés du Booker Prize et du Trillium Award. Traduit en de nombreuses langues, il fait l'objet d'une adaptation cinématographique.
Le roman suivant de Rohinton Mistry, L'Équilibre du monde remporte en 1995 le Prix Giller. À travers un ensemble de personnages (Ishvar et Omprakash, deux intouchables, Dina, une jeune veuve, Shankar, un cul-de-jatte exploité, Maneck, un jeune étudiant), l'auteur dépeint une fresque de l'Inde contemporaine qui est aussi une parabole de la condition humaine.
Son dernier livre, Une simple affaire de famille a reçu le Kiriyama Prize pour 2002 et est sélectionné pour le Booker Prize de la même année.
En 2002, Mistry annule la tournée de promotion de son dernier livre aux États-Unis car son épouse et lui-même étaient l'objet de tracasserie permanente de la part d'agents de sécurité dans chaque aéroport du fait de son apparence « moyen-orientale ». Mistry raconte que lors du premier vol de cette tournée, on lui déclara qu'il avait été choisi au hasard pour faire l'objet d'un contrôle de sécurité spécial. Cependant la même chose se répéta à chaque aéroport (« We were greeted by a ticket agent who cheerfully told us we had been selected randomly for a special security check. Then it began to happen at every single stop, at every single airport. The random process took on a 100 percent certitude »).
Son éditeur publia alors une déclaration affirmant : « En tant que personne de couleur (Mistry) a été retenu à plusieurs reprises et de façon très discourtoise à chaque aéroport de la tournée -- jusqu'au point où l'humiliation... était devenue insupportable. » (« As a person of color (Mistry) was stopped repeatedly and rudely at each airport along the way--to the point where the humiliation... had become unbearable. »)
Mistry réside à Brampton, Ontario, Canada.

## Œuvres
- Les Beaux jours de Firozsha Baag (Tales from Firozsha Baag, 1987)
- Un si long voyage (Such a Long Journey, 1991)
- L'Équilibre du monde (A Fine Balance, 1995), 2003, Éd. Le Livre de Poche,  (ISBN 9782253150862),
- Une simple affaire de famille (Family Matters, 2002)